# Комбур
Комбур (фр. Combourg — коммуна на северо-западе Франции, находится в регионе Бретань, департамент Иль и Вилен, округ Сен-Мало, центр одноименного кантона. Расположена в 42 км к юго-востоку от Сен-Мало и в 36 км к северу от Ренна. Через территорию коммуны протекает река Линон, приток Ранса; запруда на реке образует к югу от коммуны озеро Транкий. В 2 км к востоку от центра коммуны находится железнодорожная станция Комбур линии Ренн—Сен-Мало.
Население (2018) — 5 945 человек. 

## История
Комбур был основан в галло-римские времена и процветал благодаря своему выгодному стратегическому положению. В IX-X веках неоднократно страдал от набегов викингов. Архиепископ Доля Жингене создал сеньорию Комбур для своего младшего брата Риваллона. Архиепископ, желавший дать своей церкви светского покровителя, построил в четырех лье от Доля замок Комбур, который он передал своему брату вместе с обширными территориями и пятью приходами. При этом он возложил на брата, а также его преемников, обязанность защищать земли и подданных церкви в окрестностях Доля; по этой причине сеньоры Комбура присвоили себе титул хранителя Святого Самсона.
В 1761 году сеньорию Комбур приобрел богатый судовладелец Рене-Август де Шатобриан, и в местном замке провел свои детские годы его сын, знаменитый писатель и политик Франсуа Рене де Шатобриан.
Население города с энтузиазмом встретило Великую Французскую революцию, и с 1795 года отмечает главные революционные праздники — годовщину казни короля Людовика XVI с принесением клятвы ненависти королю и анархии, а также годовщину основания Республики.

## Достопримечательности
- Замок Комбур ― величественная средневековая крепость
- Особняк ла Лантерн XVI века
- Церковь Нотр-Дам середины XIX века

## Экономика
Структура занятости населения:
- сельское хозяйство — 4,9 %
- промышленность — 9,5 %
- строительство — 3,9 %
- торговля, транспорт и сфера услуг — 41,3 %
- государственные и муниципальные службы — 40,5 %

Уровень безработицы (2018) — 10,9 % (Франция в целом —  13,4 %, департамент Иль и Вилен — 10,4 %). 

Среднегодовой доход на 1 человека, евро (2018) — 20 890 (Франция в целом — 21 730, департамент Иль и Вилен — 22 230).

## Демография
Динамика численности населения, чел.

## Администрация
Пост мэра Комбура с 2001 года занимает член партии Республиканцы Жоэль Ле Беко (Joël Le Besco). На муниципальных выборах 2020 года возглавляемый им правый список победил в 1-м туре, получив 73,10 % голосов.
| Период | Период | Фамилия          | Партия                                  | Примечания                                                                     |
| ------ | ------ | ---------------- | --------------------------------------- | ------------------------------------------------------------------------------ |
| 1971   | 1977   | Андре Бейяр      | Объединение в поддержку Республики      | врач, член Генерального совета департамента, член Регионального совета Бретани |
| 1977   | 1983   | Жозеф Юбер       | Левый центр                             | врач                                                                           |
| 1983   | 1995   | Андре Бейяр      | Объединение в поддержку Республики      | врач, член Генерального совета департамента, член Регионального совета Бретани |
| 1995   | 2001   | Мари-Тереза Сове | Социалистическая партия                 | предприниматель, вице-президент Генерального совета департамента               |
| 2001   |        | Жоэль Ле Беко    | Союз за народное движение Республиканцы | ветеринар                                                                      |

## Города-побратимы
- Вальдмюнхен, Германия
- Лиллестрём, Норвегия
- Новый Орлеан, США

## Галерея

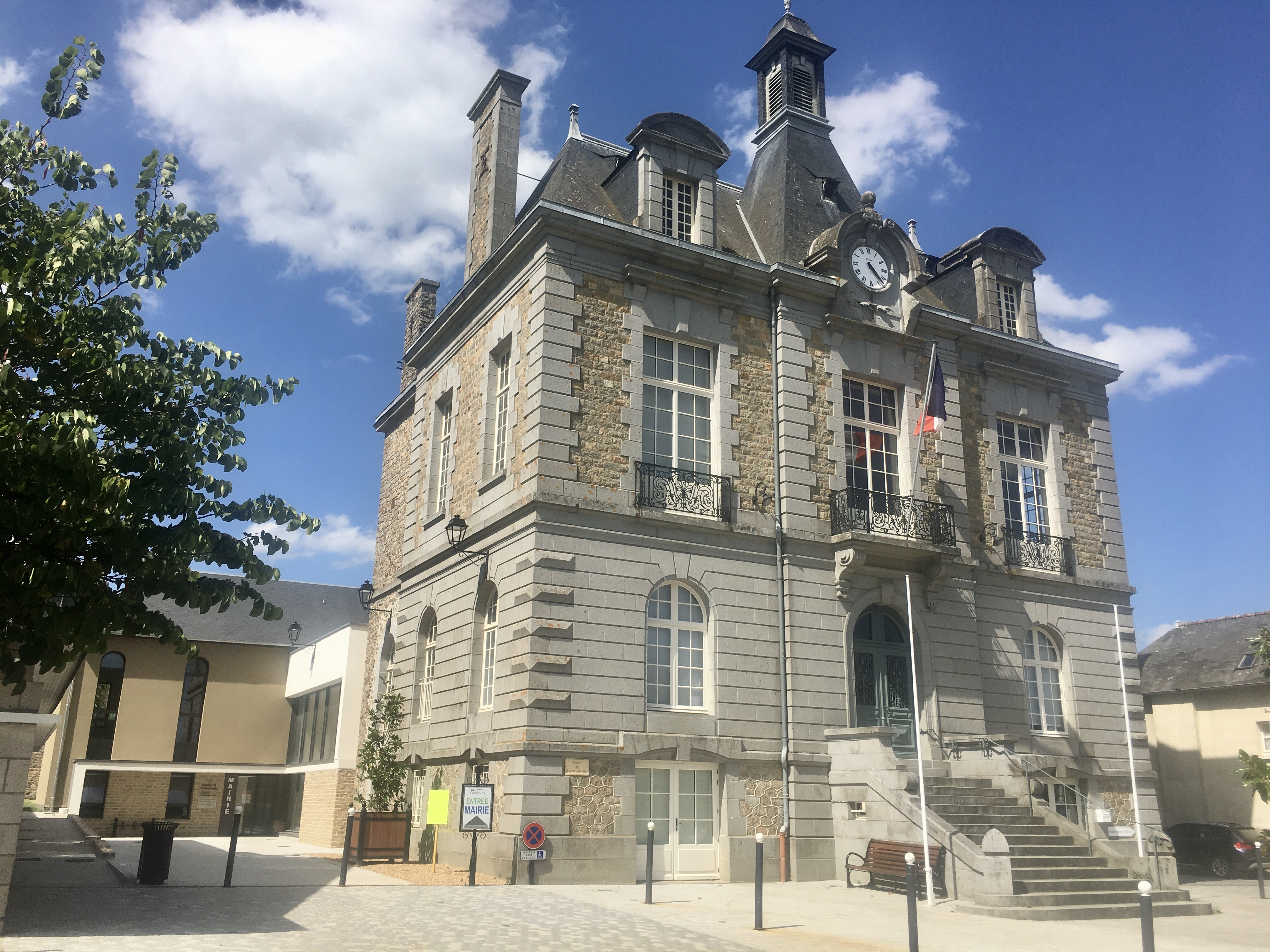
Мэрия
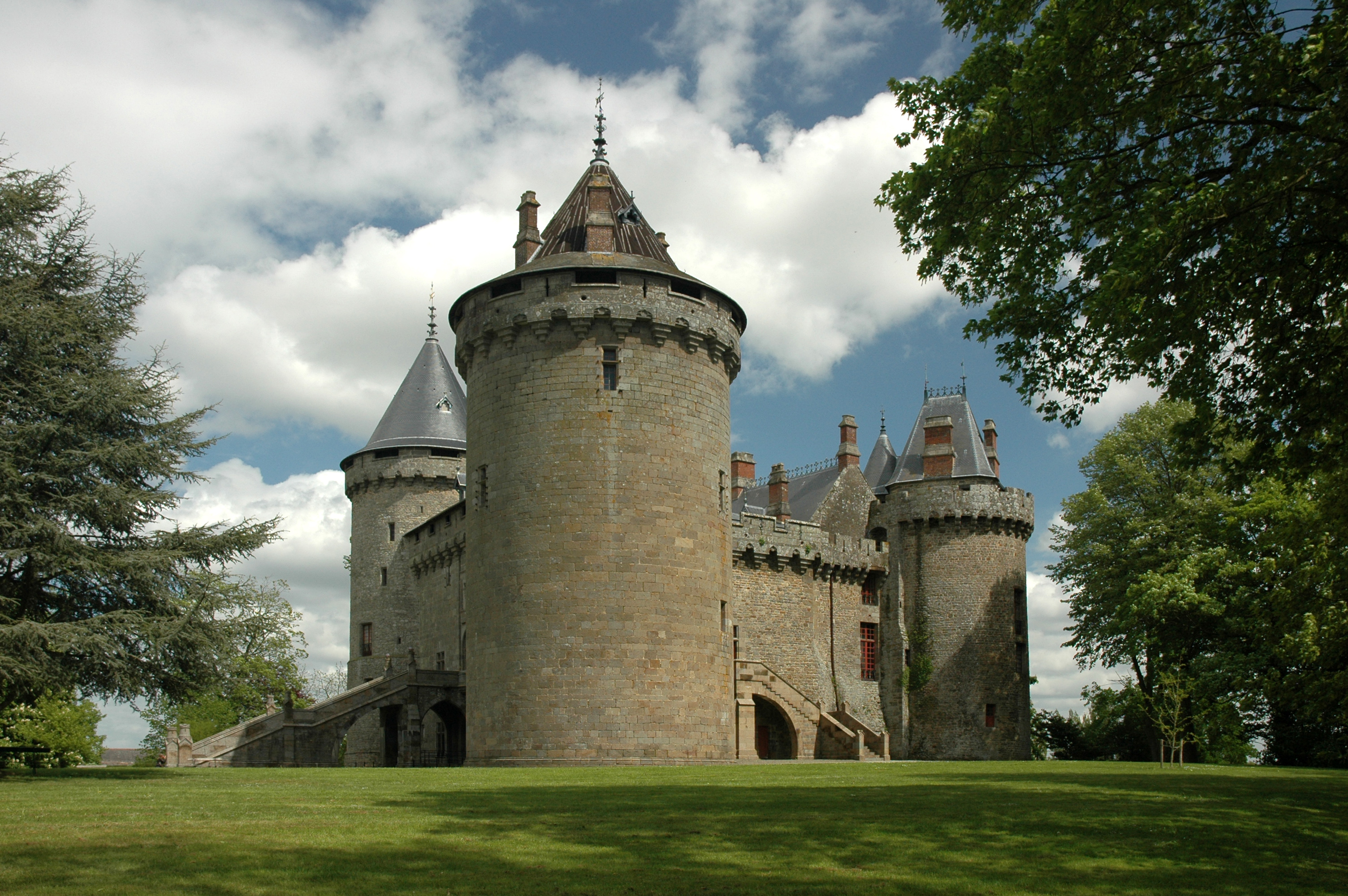
Шато Комбур
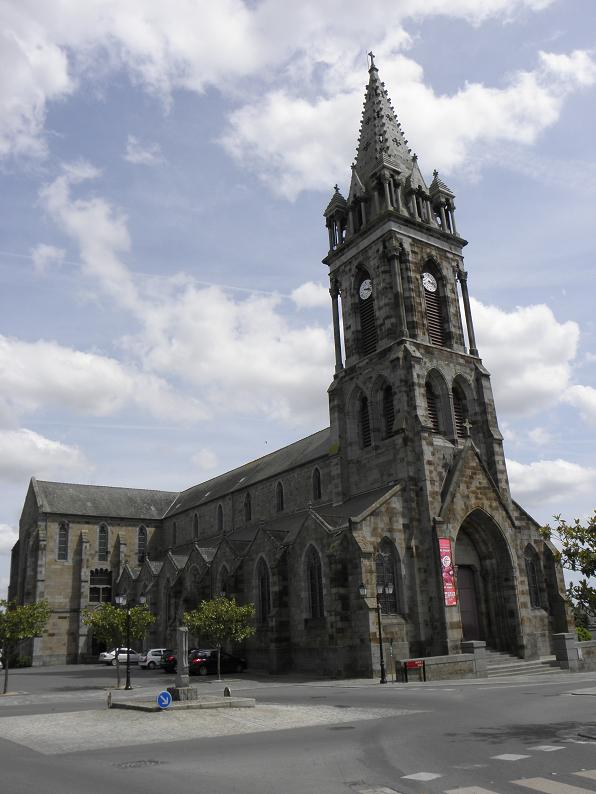
Церковь Нотр-Дам
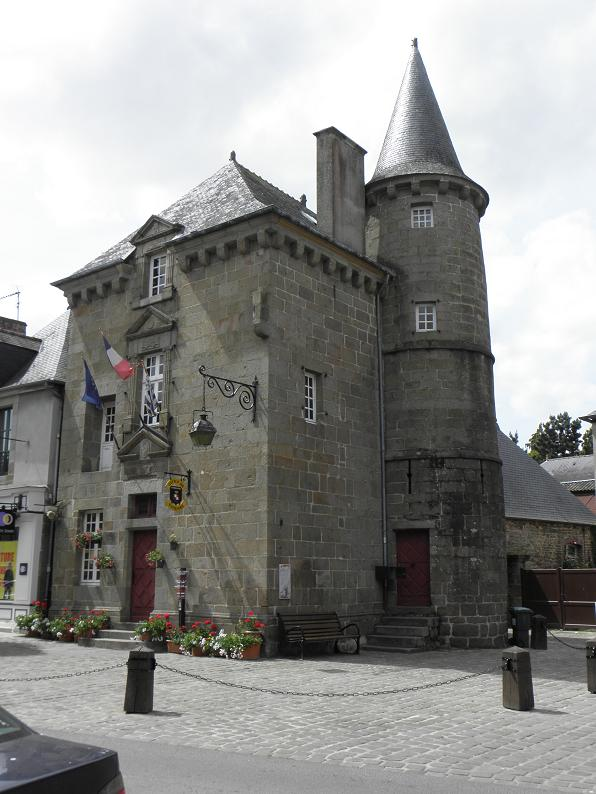
Особняк ла Лантерн